# Jacquinotia edwardsii
Jacquinotia edwardsii is een krabbensoort uit de familie van de Majidae. De wetenschappelijke naam van de soort is voor het eerst geldig gepubliceerd in 1853 door Jacquinot, in Jacquinot & Lucas.